# Åke Hammarskjöld

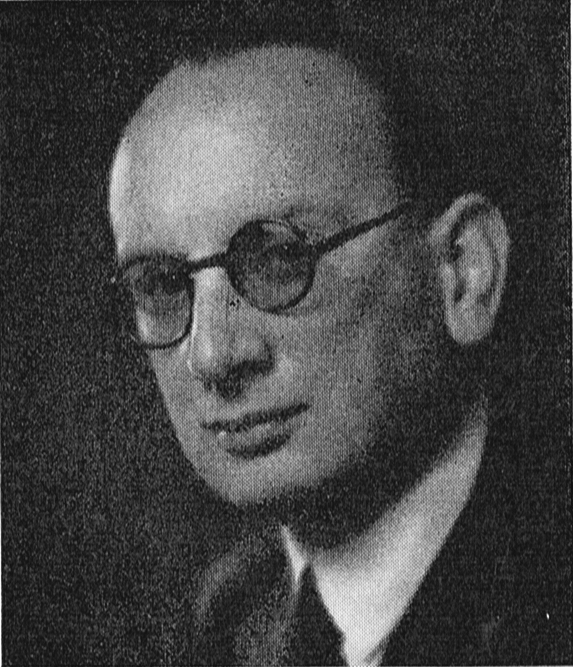
Åke Hammarskjöld

Åke Vilhelm Hjalmar Hammarskjöld (* 10. April 1893 in Uppsala; † 7. Juli 1937 in Den Haag) war ein schwedischer Jurist und Diplomat. Er fungierte von 1922 bis 1936 als leitender Urkundenbeamter und anschließend bis zu seinem frühen Tod als Richter am Ständigen Internationalen Gerichtshof.

## Leben
Åke Hammarskjöld wurde 1893 in Uppsala geboren und begann nach einem Studium an der dortigen Universität eine Laufbahn im diplomatischen Dienst seines Heimatlandes. Während des Ersten Weltkrieges war er Mitglied einer Kommission der schwedischen Regierung, welche die Grundlagen für die Beteiligung Schwedens an der juristischen Gestaltung der Nachkriegsordnung ausarbeitete. Nach dem Kriegsende fungierte er als Sekretär der Delegation seines Heimatlandes bei der Pariser Friedenskonferenz. Ab 1920 wirkte er im Sekretariat des neu entstandenen Völkerbundes an der Ausarbeitung der Statuten des Ständigen Internationalen Gerichtshofs (StIGH) sowie an der Verwaltung der Ratifikationen des Protokolls zur Gründung des Gerichts und an der Organisation der ersten Richterwahlen mit.
Zum Beginn des Jahres 1922 ernannte ihn der Generalsekretär des Völkerbundes zunächst zum Sekretär des Gerichtshofs, mit Beginn der Arbeit des StIGH im gleichen Jahr wurde er kurze Zeit später zu dessen leitendem Urkundenbeamten (Registrar) gewählt und 1929 in diesem Amt bestätigt. Ein Jahr später folgte die Ernennung zum außerordentlichen Gesandten Schwedens (Envoy extraordinary) und zum Ministre plénipotentiaire. 1936 unterrichtete er als Dozent an der Haager Akademie für Völkerrecht. Am 8. Oktober des gleichen Jahres wurde er zum Richter am Ständigen Internationalen Gerichtshof gewählt. Er starb jedoch bereits neun Monate später im Alter von 44 Jahren in Den Haag und nahm während dieser Zeit nur an den Anhörungen zu einem Fall teil.
Sein Vater Hjalmar Hammarskjöld war von 1914 bis 1917 schwedischer Premierminister, sein Bruder Dag Hammarskjöld fungierte von 1953 bis 1961 als zweiter Generalsekretär in der Geschichte der Vereinten Nationen.

## Auszeichnungen
Åke Hammarskjöld gehörte ab 1925 dem Institut de Droit international an. Die Universität Bern und die Universität Stockholm verliehen ihm die Ehrendoktorwürde.

## Werke (Auswahl)
- Some Facts About the World Court. New York 1927
- La Cour permanente de justice internationale à la neuvième session de l'assemblée de la Société des nations. Brüssel 1928
- La Protection des populations civils contre les bombardements. Genf 1930 (als Mitautor)
- Juridiction internationale. Précédé d'une étude sur l'auteur. Leiden 1938